# Oum Dreyga
Oum Dreyga o Umm Dreiga (àrab: أم ادريكة, Umm Idrayga; amazic: ⵓⵎ ⴷⵔⵉⴳⴰ) és una vila i comuna rural de la província d'Oued Ed-Dahab, a la regió de Dakhla-Oued Ed-Dahab. Segons el cens de 2014 tenia una població total de 3.146 persones

## Història
L'oasi va servir com a refugi i camp de refugiats improvisat per refugiats saharauis a finals de 1975 i principis de 1976, després que de l'annexió del Sàhara Espanyol per Marroc i Mauritània. Al febrer de 1976, la Força Aèria del Marroc utilitzà napalm i bombes de fragmentació contra les columnes de refugiats, causant centenars de víctimes i protestes internacionals. Els refugiats es van traslladar a través del desert del Sàhara cap a Tindouf, Algèria, on la majoria d'ells encara hi romanen en camp de refugiats
La ciutat va veure diverses batalles fins a l'any 1981, entre el Front Polisario i l'Exèrcit del Marroc, però al final va acabar en la part ocupada pel Marroc, a l'oest del Mur marroquí.